# Galles del nord

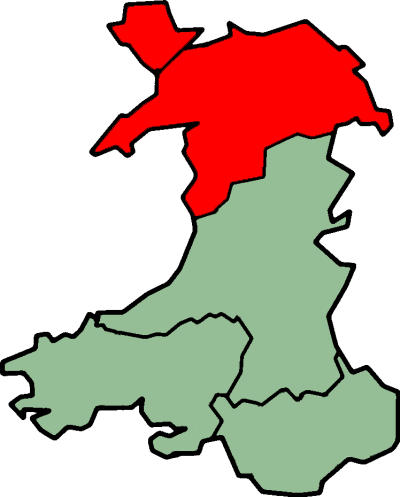
Posizione del Galles del Nord

Il Galles del nord (in inglese North Wales, in gallese Gogledd Cymru) è la regione non ufficiale più a nord del Galles. Il mercato, i trasporti e l'istruzione è incentrata a Wrexham, Rhyl, Colwyn Bay, Llandudno e Bangor. Confina a sud con le contee di Ceredigion e Powys nel Galles centrale e ad est con le contee di Shropshire nelle Midlands Occidentali e Cheshire nel Nord Ovest dell'Inghilterra. Il Galles del Nord è tradizionalmente diviso in tre regioni, viz: Upper Gwynedd (o Gwynedd above the Conwy, definito come l'area a nord del fiume Dyfi e ad ovest del fiume Conwy); Lower Gwynedd (o Gwynedd below the Conwy anche conosciuto come Perfeddwlad e definito come la regione ad est del Conwy e ad ovest del Dee), ed Ynys Môn (o Anglesey), una grande isola al largo della costa nord.
Il confine meridionale è arbitrario e la sua definizione può dipendere dall'uso che viene fatto del termine. Ad esempio, il confine della Polizia del Galles del Nord differisce dal confine dell'area del Galles del Nord della Natural Resources Wales e dal Consorzio (Taith) dei Trasporti Regionali del Galles del Nord.

## Storia
La regione è ricca di storia e fu per circa un millennio nota come Regno di Gwynedd. La roccaforte montagnosa di Snowdonia costituì il nucleo di quel regno e sarebbe poi divenuta l'ultimo scampolo di Galles indipendente nel Medioevo, e fu conquistata solo nel 1283. Ad oggi, rimane un importante centro della lingua gallese e un punto di riferimento per l'identità culturale e nazionale gallese.

### Siti Patrimonio dell'umanità e biosfere
L'area è sede di due dei tre Patrimoni dell'umanità dell'UNESCO del Galles. Questi sono l'Acquedotto di Pontcysyllte e, collettivamente, i Castelli e mura cittadine di Re Edoardo a Gwynedd che comprendono i siti di Caernarfon, Beaumaris, Conwy e Harlech. Con Powys e Ceredigion, il Galles del nord condivide l'unica Biosfera dell'UNESCO del Galles, denominata Biosffer Dyfi Biosphere, per promuovere lo sviluppo sostenibile.

## Suddivisioni amministrative
La regione è composta dalle seguenti aree amministrative:
- il distretto di contea di Wrexham (Wrecsam)
- la contea di Flintshire (Sir y Fflint)
- la contea di Denbighshire (Sir Ddinbych)
- il distretto di contea di Conwy
- la contea di Gwynedd
- la contea dell'Isola di Anglesey (Ynys Môn)

Oltre alle sei suddivisioni di autorità locale, il Galles del nord è anche diviso nelle seguenti contee preservate per vari scopi cerimoniali:
- la contea preservata di Clwyd, comprendente Conwy, Denbighshire, Flintshire e Wrexham
- la contea preservata di Gwynedd, comprendente Gwynedd e Isola di Anglesey

La città più popolosa della regione è Wrexham con 61 603 abitanti.
| Contea preservata | Consigli Locali                                                               | Area (km²) | Popolazione |
| ----------------- | ----------------------------------------------------------------------------- | ---------- | ----------- |
| Clwyd             | Conwy Denbighshire (Sir Ddinbych) Flintshire (Sir y Fflint) Wrexham (Wrecsam) | 2.910      | 491.100     |
| Gwynedd           | Gwynedd Isola di Anglesey (Ynys Môn)                                          | 3.262      | 187.400     |
| Galles del Nord   | North Wales (Gogledd Cymru)                                                   | 6.172      | 678.500     |

### Collegi
"Galles del nord" fu una circoscrizione elettorale del Parlamento europeo fino al 1999. Attualmente, vi è una regione elettorale per l'Assemblea nazionale per il Galles con lo stesso nome, che copre la parte nord-orientale del Galles (specificamente l'intera area dell'ex contea di Clwyd), come anche le aree costiere settentrionali del Galles nord-occidentale. Il resto del Galles del nord è coperto dalla regione elettorale del Galles centrale e occidentale.

## Geografia

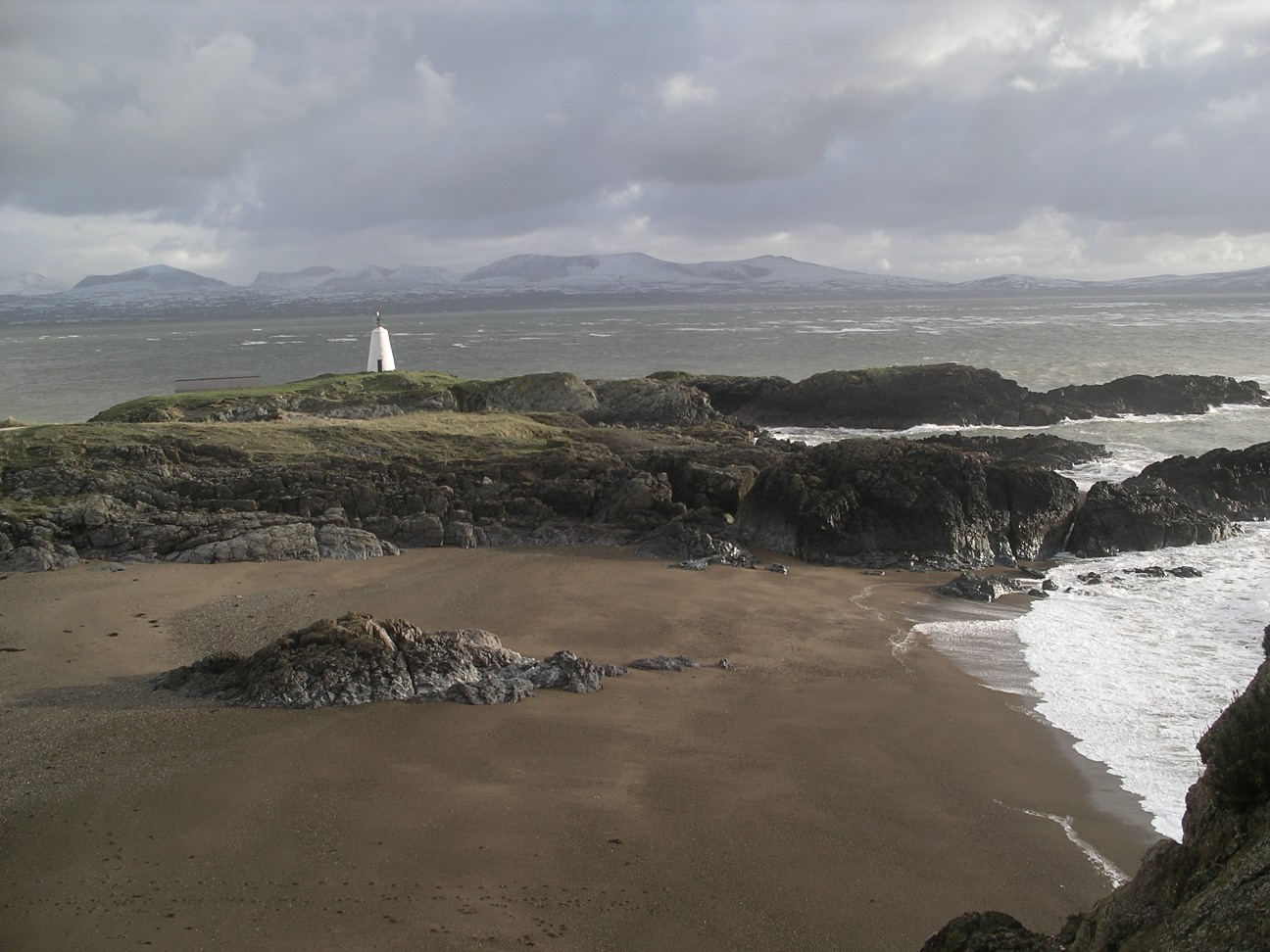
Antico faro dell'isola di Llanddwyn, con Snowdonia sullo sfondo

La regione è principalmente rurale, con molte montagne e valli. Questo, insieme alle aree costiere (sul mare d'Irlanda), ha fatto del turismo una delle principali fonti di reddito. L'agricoltura, che una volta era la principale fonte economica della regione, è oggi molto ridimensionata; il reddito medio pro capite della popolazione locale è il più basso del Regno Unito e gran parte della regione ha lo status "Obiettivo 1" dell'Unione europea.
La parte orientale del Galles del nord conta le aree maggiormente popolate, con più di 300.000 persone che vivono nelle aree intorno a Wrexham e Deeside. Wrexham è la città più grande del Galles del nord, con una popolazione di 63.084 persone nel 2001. La popolazione totale della regione è di 688.937 (dato del 2011) e la maggioranza dei villaggi si trovano lungo la costa, incluse alcune città turistiche come Rhyl, Llandudno e Pwllheli. La strada A55 collega queste città a Manchester, Liverpool e Birmingham e al porto di Holyhead per i traghetti per l'Irlanda. Pochi itinerari collegano il Galles del nord con il Galles del sud. Vi sono due città con cattedrali, Bangor e St Asaph, oltre a molti castelli medievali come Criccieth, Dolbadarn, Dolwyddelan, Harlech, Caernarfon, Beaumaris e Conwy. L'estensione del Galles del nord è di 6.172 chilometri quadrati, il che la rende poco più grande del Brunei.